# 三不管地帶 (電影)
《三不管地帶》是2001年首映，講述波士尼亞戰爭的一部劇情片。

## 劇情
在波士尼亞戰爭期間，一支波士尼亞援軍欲前往前線，卻在路上被巡邏的塞爾維亞人擊潰。塞爾維亞方派出一名老兵和一名菜鳥兵尼諾去探查有無生還者，兩人來到雙方戰線中央的三不管地帶。藏身戰壕的波士尼亞倖存者崔奇偷襲了兩人，老兵當場斃命，尼諾腹部中彈。
崔奇原本以為死亡的好友席拉還活著，但席拉的身體下被那名塞爾維亞老兵埋了顆地雷陷阱，席拉一動彈就會引爆。崔奇和尼諾原本互相敵視，但為了脫困而脫去軍裝，一同走出壕溝揮舞衣物。兩邊的軍人都發現了兩人，但因不知如何是好而都通知了聯合國。由瑪錢中士為首的聯合國駐軍到達戰壕探視，得知了地雷的情況，只好折返去找拆彈專家。尼諾欲隨聯合國駐軍而去，但崔奇怕尼諾一走，塞爾維亞軍隊就大可以炮擊戰壕，於是射穿了尼諾的腳。
回基地的路上，聯合國駐軍的通話被英國媒體攔截，一名女記者前來做報導。瑪錢中士不想放崔奇等人自生自滅，但上司要求他不要插手惹麻煩，所以他趁這個機會，利用媒體讓事情鬧大。一大群記者到來，逼得一名上校出面，拆彈專家也找來了。上校帶著記者和拆彈專家來到壕溝看看時，尼諾撿起崔奇的刀刺向崔奇，欲報腿傷的仇。聯合國軍將場面壓制，並在拆彈要進行時驅散眾人。拆彈專家拆彈的同時，在一旁的崔奇惱火尼諾搶他的刀來殺他，於是偷槍將尼諾射殺，自己也隨即被聯合國軍人射死，這一切都被記者給拍下。
最終，拆彈專家表示這種地雷不可能拆除，軍方為了顧及面子，向媒體謊稱已拆彈成功，將記者打發走。瑪錢中士最後也離開了現場，留下席拉一個人依然躺在壕溝裡。

## 主角
- Branko Đurić 飾演 崔奇(Čiki)，波士尼亞士兵
- Rene Bitorajac 飾演 尼諾(Nino)，塞爾維亞的菜鳥士兵
- Filip Šovagović 飾演 慈拉(Cera)，波士尼亞士兵
- Georges Siatidis 飾演 瑪錢Sergeant Marchand，聯合國維和部隊中士
- Serge-Henri Valcke 飾演 杜博Captain Dubois，聯合國維和部隊上尉
- Sacha Kremer 飾演 米邱Michel，聯合國維和部隊士兵
- Alain Eloy 飾演 皮埃爾Pierre，聯合國維和部隊士兵
- Mustafa Nadarević 飾演 Older Serbian soldier，塞爾維亞的老兵
- Bogdan Diklić 飾演 Serbian officer，塞爾維亞的軍官
- Boro Stjepanović 飾演 Bosnian soldier，塞爾維亞士兵
- 西蒙·卡洛(Simon Callow)飾演 索夫(Soft)，聯合國維和部隊上校
- Katrin Cartlidge 飾演 珍李文(Jane Livingstone)，記者
- Tanja Ribič 飾演 瑪莎(Martha)，索夫上校的女伴
- Branko Završan 飾演 拆雷人員(Deminer)

## 獎項
- 第74屆奧斯卡金像獎最佳外語片獎
- 第59屆金球獎最佳外語片獎
- 第54屆坎城影展最佳劇本獎[3]

## 外部連結
- 開眼電影網上《三不管地帶》的資料（繁體中文）
- 互联网电影数据库（IMDb）上《三不管地帶》的资料（英文）
- AllMovie上《三不管地帶》的资料（英文）
- 豆瓣电影上《三不管地帶》的資料 （简体中文）
- Box Office Mojo上《三不管地帶》的資料（英文）
- 爛番茄上《三不管地帶》的資料（英文）
- Metacritic上《三不管地帶》的資料（英文）